# Dálnice 25 (Izrael)
Dálnice 25, přesněji spíš Silnice 25 (hebrejsky: כביש 25, Kviš 25) je silniční spojení (nikoliv dálničního typu) v jižním Izraeli, které prochází od západu k východu napříč celým územím státu a celou Negevskou pouští.
Začíná na hranici pásma Gazy u dnes již nevyužívaného hraničního přechodu Karni nedaleko od vesnice Nachal Oz. Směřuje pak k jihovýchodu zemědělsky využívanou krajinou na severozápadním okraji Negevské pouště. Prochází zde městem Netivot. Pak pokračuje nadále jihovýchodním směrem, z východu míjí město Ofakim a vstupuje do již pouštní krajiny a do města Beerševa. Z nej vychází na jihovýchodním okraji a vede skrz aridní oblast s rozptýlenou zástavbou četných sídel izraelských beduínů. Včetně beduínského města Segev Šalom. Pak vstupuje do již řídce zalidněné centrální části Negevu s horským reliéfem krajiny. Stojí zde město Dimona. Za ním pokračuje silnice nyní již spíše východním směrem neosídlený regionem, přičemž ze severu míjí komplex izraelského jaderného centra Dimona. V posledním úseku silnice prudce klesá do příkopové propadliny Vádí al-Araba, kde ústí nedaleko od jižního břehu Mrtvého moře a poblíž soutoku vádí Nachal Peres a Nachal Tamar do severojižní dálnice číslo 90.